# Трансгресия
Трансгресия е литературен жанр, в който героите са ограничени от обществените и моралните норми и търсят начин да ги нарушат, да избягат от тях. При него табуто и забраненото са метод на действие, а социалната патология – правило.
Според литературната критика, за да попадне в рамките на трансгресията, произведението следва да отговаря на три точки:
1. Творбата нарушава установени в изкуството порядки;
2. Произведението осквернява убежденията и мнението на аудиторията, нарушава табу;
3. Произведението нарушава държавноустановени правила[2].

## Популярни произведения
За създател на жанра се счита Маркиз дьо Сад, чиито произведения от края на XVIII и началото на XIX в. са изпълнени с порнография и сцени на насилие. Особено известни сред читателите и критиката стават неговите книги „Философия на будоара“ (1795) и „Жюстин или неволите на добродетелта“ (1791).
Друг важен представител, оказал голяма роля за популяризирането на трансгресивната литература малко след зараждането ѝ е Матю Грегъри Луис, който през 1796 г. издава готическото произведение „Монахът“, изпълнено с критика към църквата, общоустановения морал, порядки и суеверия. Главният герой, абатът Амброзио, е типичен трансгресивен персонаж, който опитва да избяга от съдбата си като нарушава обществения и морален ред.
През XX в. сред най-важните трансгресивни произведения спадат „Лолита“ на Владимир Набоков, разглеждащ педофилските влечения на своя главен герой и „Американски психар“ на Брет Истън Елис, разказващ историята на маниакален сериен убиец.